# Assunta Viscardi
Assunta Viscardi (Bologna, 11 agosto 1890 – Bologna, 9 marzo 1947) è stata una religiosa, insegnante e scrittrice italiana, fondatrice dell'Opera di San Domenico per i Figli della Divina Provvidenza. Il 9 marzo 2009 la Chiesa cattolica ha aperto il processo diocesano di beatificazione e canonizzazione, conclusosi il 16 aprile 2011 nella Basilica di San Domenico. Il processo prosegue ora presso la Congregazione per le cause dei santi.

## Biografia
Assunta nacque l'11 agosto 1890 e ricevette il battesimo due giorni dopo. Trascorse l'infanzia insieme con la nonna materna e lo zio Filippo, frequentando le scuole elementari e poi l'Istituto magistrale Manzolini. Fino all'adolescenza Assunta condusse una vita serena, che venne però turbata da una crisi spirituale verso i 17 anni: al termine degli studi magistrali andò a insegnare in un Istituto di Suore Domenicane a Chiavari, abbandonando la pratica religiosa. Dopo tre anni, nel 1910, ritornò alla fede e sorse in lei il desiderio della vita claustrale. La famiglia però le si oppose. Scoppiò intanto la prima guerra mondiale (1914) e Assunta dovette rimandare la sua entrata in clausura fino al 1919.
Assunta entrò in clausura nell'ottobre del 1919. Nel monastero carmelitano di Parma visse momenti molto felici, come si evince dalla sua autobiografia, ma a causa della salute malferma, su consiglio del medico, nell'aprile dell'anno successivo lasciò suo malgrado la vita del chiostro.

### Fondazione dell'Opera di San Domenico
Terziaria domenicana già dal 1914, dopo l'uscita dalla vita claustrale tornò a frequentare il Convento di San Domenico nella sua città natale, Bologna. Qui si associò all'apostolato tra i bambini che venivano raccolti nel chiostro del Convento: di solito erano bambini con famiglie sbandate, che vivevano praticamente nella strada. Il padre Enrico Brianza o.p., che aveva dato inizio a questo movimento di terziarie per educare questi bimbi, visto che Assunta era una persona di valore, la nominò segretaria di quest'opera di apostolato che aveva denominato Opera di San Domenico per i figli della divina Provvidenza. Quasi subito, però, il Padre dovette separarsi dall'iniziativa perché nel 1921 fu nominato Priore provinciale. Continuò peraltro a seguirla, soprattutto consigliandola e sostenendola.
Assunta non venne meno alle aspettative del padre Enrico, prendendo sulle sue spalle l'organizzazione e diventando di fatto la fondatrice dell'Opera di San Domenico. Cominciò a inviare i bambini più disagiati negli Istituti, pagando per essi la retta (a questo programma diede il nome di "Casa Vivente"); nel 1924 iniziò la pubblicazione delle "strenne" natalizie (che ha scritto ogni anno fino alla morte) per raccogliere i soldi per le rette dei bambini ospitati nei collegi; sempre nel 1924 diede vita all'attività della Porticina della Divina Provvidenza, una specie di "pronto soccorso" di carità materiale immediata; nel 1926 iniziò la pubblicazione del giornalino bimestrale Pia Opera di S. Domenico per i Figli della Divina Provvidenza, che scrisse di suo pugno, fino alla morte, per raccogliere offerte per i suoi bambini e oggetti vari a sostegno dell'attività caritativa della porticina della Provvidenza; nel 1928 pubblicò uno Statuto, ancora sommario, dell'Opera di San Domenico; nel 1937 ottenne il riconoscimento canonico, da parte dell'arcivescovo di Bologna, dell'Opera di San Domenico come pia associazione di fedeli; nel 1940 la seconda guerra mondiale portò, come ovunque, distruzioni e deportazioni: Assunta si segnalò per aver salvato parecchie persone ebree dalle conseguenze delle leggi razziali; nel 1944 aprì il Nido di Farlotti, un istituto per maschietti ancora in fasce, che a Bologna non esisteva; prima ancora del Nido, che si trovava a 6 km da Bologna (a Colunga di San Lazzaro), Assunta aveva dato vita, con l'aiuto delle Suore Domenicane della Beata Imelda, anche all'Orfanotrofio della Madonna di San Luca, su sollecitazione dell'arcivescovo di Bologna, il cardinale Giovanni Battista Nasali Rocca, e l'incitamento di padre Enrico Brianza.
Di particolare importanza è la Strenna del 1940, dove Assunta traccia la storia dell'Opera di San Domenico nei primi vent'anni di attività. Invece i libri Alere flammam e La fiamma divampa raccolgono il suo diario spirituale di questo periodo.

### Morte
Questi furono gli ultimi anni per Assunta. Dopo un'ultima operazione, la quarta che subiva negli ultimi 15 anni, Assunta non si riprese più. 
Trascorse gli ultimi due mesi a letto nella sua camera, continuamente assistita dai suoi familiari e dai collaboratori che intanto continuavano l'attività presso l'Opera di San Domenico. Morì di embolia il 9 marzo 1947. A causa dell'imponente partecipazione di popolo i suoi funerali si dovettero tenere all'aperto, nella attuale piazza Trento e Trieste, a quel tempo Foro Boario.
I suoi resti furono traslati dalla Certosa di Bologna ed è ora sepolta nella cappella dell'istituto scolastico delle Farlottine, che ne ha raccolto l'eredità spirituale.

## Pensiero
Assunta Viscardi amò i bambini più di se stessa. Diceva che ogni bambino deve avere «la sua speciale carezza, uno speciale senso di protezione, di cura, di affetto, come se fosse unico». E aggiungeva che bisogna educare alla bellezza, perché «far sentire, capire, apprezzare la bellezza è mettere basi di felicità e di bontà». A tale scopo ha continuato sempre a fare la maestra, benché fosse completamente assorbita dall'Opera di San Domenico;  scrisse 33 libri e numerosissimi articoli.
Secondo l'insegnamento di Assunta, le scuole devono mirare a sostenere la famiglia nel proprio ruolo educativo, che è un ruolo d'amore. 

## Riconoscimenti ed eredità
Le è stata dedicata una scuola elementare (primaria A.Viscardi, istituto comprensivo statale 12, Bologna). 
La Porticina della Provvidenza è tuttora attiva, continua ad occuparsi di sostegno materiale alle persone e alle famiglie in difficoltà.  La sede è in piazza San Domenico 5/2 a Bologna, a fianco della basilica patriarcale, nell'omonima piazza.

## Opere (elenco parziale)
- Strenna 1936 della Pia opera S. Domenico per i Figli della Divina Provvidenza
- I vent'anni di vita della Pia opera S. Domenico per i Figli della Divina Provvidenza: strenna 1940 - XVIII
- Misereor super turbam: novelle, 1938
- Sotto il raggio delle stelle: novelle, 1939
- Foglie al vento: novelle, 1940
- Notti lunari, 1940
- Cuore che si dona, 1941
- Alere flammam, 1942
- La fiamma divampa, 1943